# Curtains
Curtains är ett soloalbum med John Frusciante, bl.a. känd som sångare, men även som gitarrist i Red Hot Chili Peppers. Albumet, som till största delen är akustiskt, gavs ut i februari 2005 som det sista i den serie av sex album han släppte på sex månader.

## Låtlista
Samtliga låtar skrivna av John Frusciante:
1. "The Past Recedes" - 3:53
2. "Lever Pulled" - 2:22
3. "Anne" - 3:35
4. "The Real" - 3:06
5. "A Name" - 2:03
6. "Control" - 4:29
7. "Your Warning" - 3:33
8. "Hope" - 1:56
9. "Ascension" - 2:52
10. "Time Tonight" - 3:12
11. "Leap Your Bar" - 2:36